# جراندي نافي فيلوتشي
جراندي نافي فيلوتشي (بالإنجليزية: (GNV) Grandi Navi Veloci)‏ هي شركة شحن إيطالية مقرها في جنوة. تدير إسطول من العبارات بين البر الرئيسي لإيطاليا وبين صقلية وسردينيا وفرنسا وألبانيا والمغرب وتونس. 

## نبذة
أسس ألدو جريمالدي الشركة في عام 1992، وكانت في البداية شركة تابعة لمجموعة جريمالدي. ودخلت أول سفينة للشركة الخدمة في عام 1993 على مسار الرحلات بين جنوة و باليرمو.
توسع الأسطول بعبارات رحلات بحرية جديدة خلال التسعينيات، وجرى التوسع في عام 2000 بإضافة مسارات جديدة، بما في ذلك بين ليفورنو إلى باليرمو وجنوة إلى أولبيا وجنوة إلى برشلونة. وفي عامي 2002 و 2003 دخلت العبّارات السياحية الكبيرة الجديدة الخدمة. وتم فتح خطوط لتونس.

## الإسطول

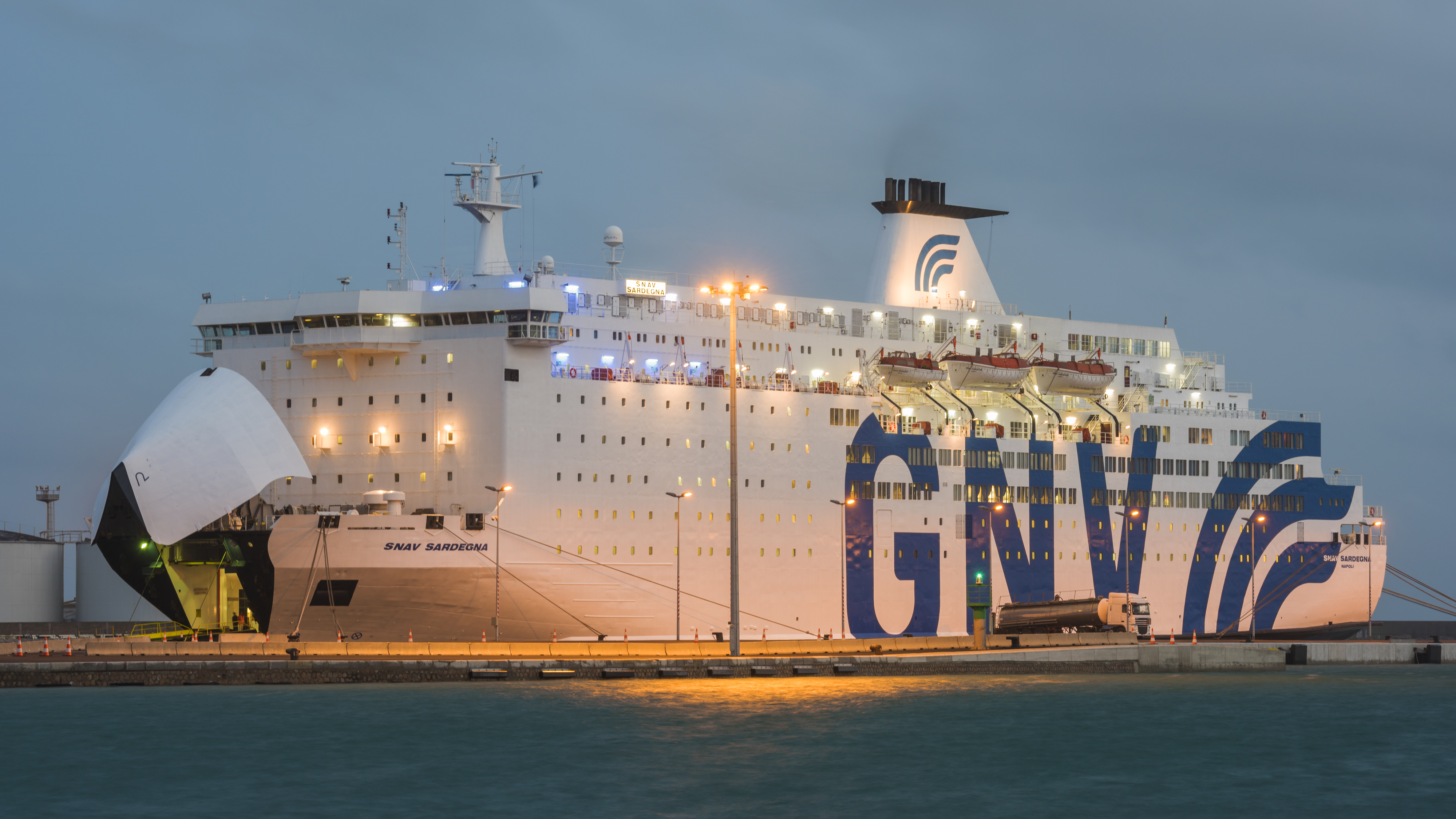
العبارة ساردينيا في سيت

لا سوبربا (49.270 طن ، بنيت عام 2002)

لا سوبريما (49270 طن، بنيت عام 2003)

إكسلوزير (39.739 طن، صنع 1998)

إكسلانت (39.739 طنًا ، صنع 1998)

فانتاستيك (35186 طن، بنيت عام 1996)

سبليندد (39139 طن، تم بناؤه عام 1994)

ماجستيك (32777 طنًا ، تم بناؤه عام 1993)

أطلس جي إن في (33336 طنًا ، تم بناؤه عام 1990)

كرستال جي إن في (33336 طن، بنيت عام 1989)

رابسودي (44307 طنًا ، صنع عام 1996)

أزورا جي إن في (29706 طن، بنيت عام 1981)

جي إن في اليغرا (31914 طن، بنيت عام 1987)

أدرياتبكو (31190 طن، بنيت في 1986 ؛ مستأجر إلى 2021)

جي إن في أريس (31785 ، بُني عام 1987)

جي إن في انتاريس (31598 ، بناء 1987)

جي إن في سبيريت (32728 طن، بنيت عام 2001)

جولدن بريدج (26463 طن، بنيت عام 1990) (مستأجر)

## وصلات خارجية
- الموقع الرسمي

لم يتم العثور على روابط لمواقع التواصل الاجتماعي.